# Peter Breuer (Tänzer)
Peter Breuer (* 29. Oktober 1946 in Tegernsee) ist ein deutscher Tänzer und Choreograf. Von 1991 bis 2019 war er Ballettdirektor des Salzburger Landestheaters.

## Leben und Wirken
Peter Breuer, Sohn des Pianisten und Dirigenten Peter Bruno Breuer und dessen Frau Maria, geborene Riedl, wurde in Tegernsee geboren und ist in München aufgewachsen. Wegen seiner schlechten Körperhaltung wurde er in jungen Jahren in den Ballettunterricht geschickt. Von 1957 bis 1961 absolvierte er dann eine gründliche Ausbildung zum Tänzer an der Ballettschule Roleff-King, später bei Werner Stammer und schließlich beim Ballettmeister Gustav Blank.
Seine erste Anstellung hatte er 1961 an der Bayerischen Staatsoper München als Gruppentänzer. In Harald Landers Etuden wurde ihm erstmals ein Halbsolopart zugeteilt. Von da an agierte in der ersten Reihe der Ballettgruppe. 1964 holte Erich Walter das Talent ans Opernhaus Düsseldorf, wo er unter Lehrern wie Victor Gsovsky weiter an sich arbeitete. Hier gab er sein Debüt in der Rolle des Toreros in der Weißen Rose von Wolfgang Fortner unter der Choreografie seines Entdeckers Walter. Vom Halbsolisten stieg er über eine Phase als Solotänzer 1967 zum Ersten Solotänzer auf. Breuer wurde zum führenden deutschen Ballerino seiner Zeit und auf internationalen Bühnen und in kulturellen Fernsehformaten ein gefragter Gast. Er hatte ständige Gastverträge mit der Bayerischen Staatsoper München, der Deutschen Oper am Rhein (Opernhaus Düsseldorf), dem American Ballet Theatre New York und dem London Festival Ballet. 1979 nahm er am World Ballet Festival in Tokio teil.
Er konnte alle klassischen Ballette in den verschiedensten Choreografien tanzen wie beispielsweise Schwanensee, Der Nussknacker und Romeo und Julia. Eigene Choreografien entstanden ab Anfang der 1980er Jahre an seinen Stammhäusern in München und Düsseldorf sowie an den Staatopern Berlin (Unter den Linden) und Budapest (Ungarische Staatsoper). Viele davon wurden weltweit von Ensembles in ihr Repertoire aufgenommen.
Mit Beginn der Saison 1991/92, die das Ende seiner aktiven Laufbahn markierte, übernahm er den Posten des Ballettdirektors am Salzburger Landestheater. Dort rief er eine Tradition großer erzählerischer Ballettaufführungen, sogenannte „Handlungsballette“, ins Leben, die er mit bei Kritik und Publikum positiv aufgenommenen Uraufführungen wie Peer Gynt, Orpheus und Eurydike, Medea, Sommernachtstraum, Bolero, Tschaikowsky und Marilyn begründen konnte. 1997 brachte er drei Uraufführungen heraus: fremd bin ich eingezogen, Charlie …! und Nomi. Für die beiden letztgenannten Arbeiten, die zu Gastspielen und Festivals eingeladen wurden, hatte er zusätzlich das jeweilige Libretto und die jeweilige Musik aus dem Schaffen des auch komponierenden Charlie Chaplin bzw. des Countertenors Klaus Nomi (ergänzt durch z. B. David-Bowie-Titel) zusammengestellt. Anlässlich der Charlie-Aufführung äußerte sich Breuer über seine Vorgehensweise: Er wolle die Tänzer nicht mit akribisch vorgeschriebenen, unumstößlichen Schrittfolgen bevormunden, sondern entwickele lieber gemeinsam mit ihnen die letzten Feinheiten. 2011 krönte Breuer seine 20-jährige Zugehörigkeit zum Salzburger Landestheater mit der Einrichtung einer „Ballettwoche“, die großen Anklang fand. Bis in die Ausstattung hinein, das heißt Kostüme, Bühnenbild und Lichtdesign, entwickelte er 1998 das Ballett Der Kuss über Auguste Rodins Schülerin und Geliebte Camille Claudel, mit Musikstücken von Ravel, Debussy und Poulenc.
Peter Breuer schuf bis 2018 insgesamt 54 abendfüllende und 15 kurze Ballette.

## Auszeichnungen
- 1968: Förderpreis des Landes Nordrhein-Westfalen für junge Künstlerinnen und Künstler
- 2006: Maya-Plisetskaya-Preis der Internationalen Maya-Plisetskaya-Rodion-Shchedrin-Stiftung (für Carmen)
- 2007: Österreichisches Ehrenkreuz für Wissenschaft und Kunst[7]
- 2011: Internationaler Preis für Kunst und Kultur des Kulturfonds der Stadt Salzburg
- 2015: Deutscher Tanzpreis
- 2017: Verleihung des Berufstitels „Professor“